# Ferdinand Perier
Ferdinand Perier (22 de septiembre de 1875-10 de noviembre de 1968), fue un jesuita belga. Sacerdote católico, misionero en la India británica, y el tercer Arzobispo de Calcuta (actualmente Calcuta).

## Primeros años
Fernandus Augustus Maria Josephus Perier nació el 22 de septiembre de 1875 en Amberes (Bélgica), hijo de un rico comerciante y su esposa, Felix Joannes Baptista Augustus Perier y Leonia Josephina Ferleman.  Tras finalizar sus estudios en el Colegio de los Jesuitas de Amberes, Ferdinand trabajó durante cuatro años en el comercio. Le fue tan bien con sus conocimientos de derecho marítimo que, cuando decidió ingresar en la Compañía de Jesús el 23 de septiembre de 1897, era director de una exitosa compañía de seguros marítimos.
Perier pasó por las dos primeras etapas de la formación jesuita, el noviciado en Tronchiennes, un barrio de Gante, entre 1897 y 1899, y el juniorado entre 1899-1900.  Luego estudió filosofía en la Catholic University of Louvain durante tres años, entre 1900 y 1903. Perier enseñó durante dos años, en 1904 y 1905, como profesor de Gramática y Flamenco en el segundo Collège Saint-Michel, un colegio jesuita de Bruselas.
A petición suya, Perier fue enviado a la India. Llegó a Calcuta el 9 de diciembre de 1906. Su formación continuó con sus estudios de teología en el colegio teológico jesuita de Kurseong (1907-1911), donde también fue ordenado el 3 de octubre de 1909. Luego fue a Ranchi para su Tercer Año, la última etapa de su formación jesuita. Dos años más tarde, en 1911, fue nombrado procurador de la Misión y secretario de Brice Meuleman, S.J., arzobispo de Calcuta.  Su formación terminó finalmente al año siguiente, el 2 de febrero de 1912, cuando hizo la profesión del Cuarto Voto en Ranchi.

## Superior Regular y Obispo Coadjutor
En agosto de 1913, Perier se convierte en Superior Regular de la Misión de Bengala Occidental, así como en Consejero de la Archidiócesis.  Los ocho años siguientes fueron "los más agotadores de su vida". La Primera Guerra Mundial comenzó en 1914 y Bélgica, la principal fuente de fondos de la Misión, fue invadida por los alemanes por lo que los fondos desaparecieron hasta el Armisticio en 1918. Fue "un golpe de fuerza financiero para mantenerla en marcha", pero la experiencia de Perier como comerciante resultó ser inestimable. Cuando se firmó el Armisticio en 1918, ya había añadido dos iglesias, una estación misionera y toda la Assam a la Misión de Bengala.  Pero su éxito tuvo un gran coste.  Veintiún misioneros murieron y los gastos fueron sólo un tercio del presupuesto original de la Misión.  Durante su mandato como Superior Regular, Perier fue a Europa dos veces - a finales de 1914, después de que comenzara la guerra, para asistir a la Congregación General de la Compañía de Jesús  y en 1920 para asistir a la Congregación Provincial de los Jesuitas belgas y para representar al Arzobispo Meuleman en su visita ad limina a Roma.
El 11 de agosto de 1921 Perier fue nombrado Obispo Coadjutor de Calcuta y recibió la consagración episcopal el 21 de diciembre, con el título de Arzobispo Titular de Plataea y el derecho de sucesión automática, por el Arzobispo Meuleman.  Cuando los problemas de salud obligaron al Arzobispo a dimitir el 23 de junio de 1924, Perier, al ser el Obispo Coadjutor, le sucedió automáticamente como tercer Arzobispo de Calcuta.

## Arzobispo de Calcuta
Como nuevo arzobispo, Perier era "un firme creyente en un clero indio y en la política papal esbozada en la encíclica del Papa Benedicto XV sobre las misiones", Maximum illud (en latín, "La cosa más grande").
- Perier se preocupó por consolidar y desarrollar la labor educativa y misionera entre la población de la División de Chota Nagpur (Mundas, Oraons y Kharias y otros), inició la misión entre el Santals, y supervisó el desarrollo de nuevos centros en el distrito de Darjeeling y sus alrededores.
- Creó las diócesis de Ranchi en 1927 y de Jalpaiguri en 1952.
- Invitó a muchas nuevas congregaciones religiosas a trabajar en su archidiócesis: los Salesianos, las Franciscanas Misioneras de María, las Hermanas del Carmelo Apostólico, los Hermanos de la Caridad.
- En 1937 organizó la primera reunión regular de los obispos en la India y construyó con ella las estructuras que se convirtieron en la Conferencia de Obispos Católicos de la India (CBCI) en 1944.
- Fue el primer mentor de la Madre Teresa cuando ésta intentó seguir su nueva vocación de servicio a los "más pobres entre los pobres".[4] Perier obtuvo el permiso de las autoridades de Roma para permitirle abandonar su convento, vivir en un barrio marginal y fundar la Congregación de las Misioneras de la Caridad (1950).
- Impulsó y fomentó discretamente la inculturación en los seminarios de la archidiócesis.
- No dudó en dimitir en 1960 cuando consideró que había llegado el momento de entregar la Archidiócesis a su sucesor.  El 12 de agosto dejó el cargo de arzobispo titular de Rhoina.[5]
- Fue a Roma para participar en el Concilio Vaticano II (1962-1965) durante las dos primeras sesiones.

Tras su jubilación, Perier permaneció en Calcuta de 1960 a 1962, con habitación propia en su antigua residencia, la "Casa del Arzobispo", en el número 30 de Park Street, y luego se trasladó a Kurseong durante tres años más, de 1962 a 1965. En 1965, volvió a Calcuta, esta vez con las habitaciones del St. Xavier's College, donde falleció el 10 de noviembre de 1968.

## Legado
Édouard Hambye, historiador jesuita, terminó su breve biografía del arzobispo Perier con el siguiente epitafio:
"Su lema episcopal , In omnibus quaeram Deum, fue de hecho el de su vida de jesuita y misionero. Hombre muy devoto, asceta y enérgico, paciente y dueño de sí, amó la liturgia ya los pobres y, siempre disponsible y amable, fue verdaderamente un obispo del pueblo. "[Español", su lema episcopal, In omnibus quaeram Deum [latín, "En todo, pide a Dios"], guió su vida como jesuita y misionero. Hombre devoto, ascético y enérgico, paciente y sereno, amaba la liturgia y los pobres y, siempre amable y disponible, era verdaderamente un obispo de la ciudad."